# Habenaria unguilabris
Habenaria unguilabris là một loài thực vật có hoa trong họ Lan. Loài này được B.R.Adams mô tả khoa học đầu tiên năm 1990.